# Kaibauk

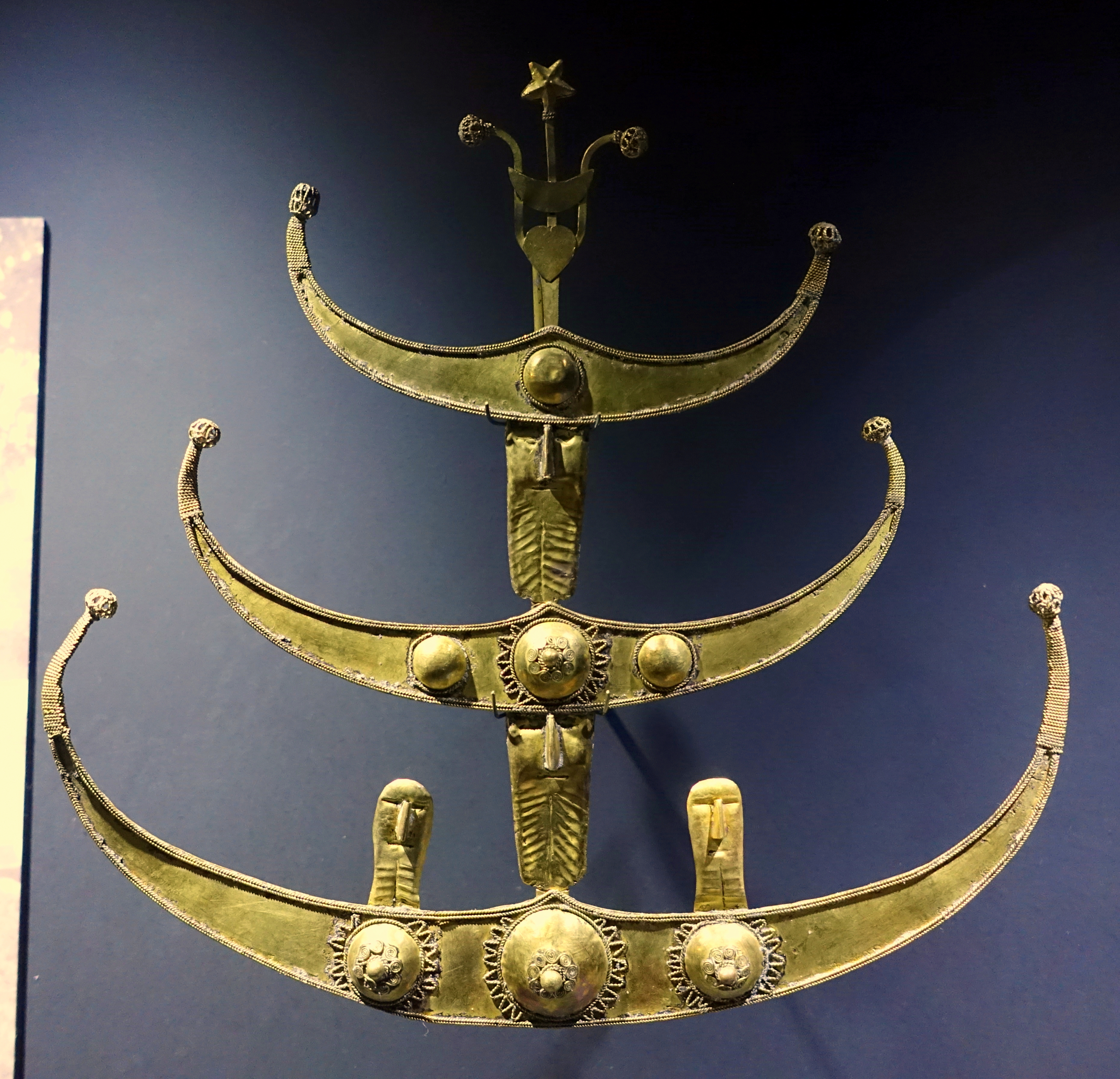
Kaibauk no Museu do Oriente em Lisboa

O Kaibauk é acessório tradicional moldado em forma de chifres, pode ter outros enfeites, como estrelas, nas extremidades. É um elemento ornamental usado na cabeça. Tradicionalmente o Kaibauk faz parte do traje  masculino, porém podem ser usados por pessoas de ambos os sexos.

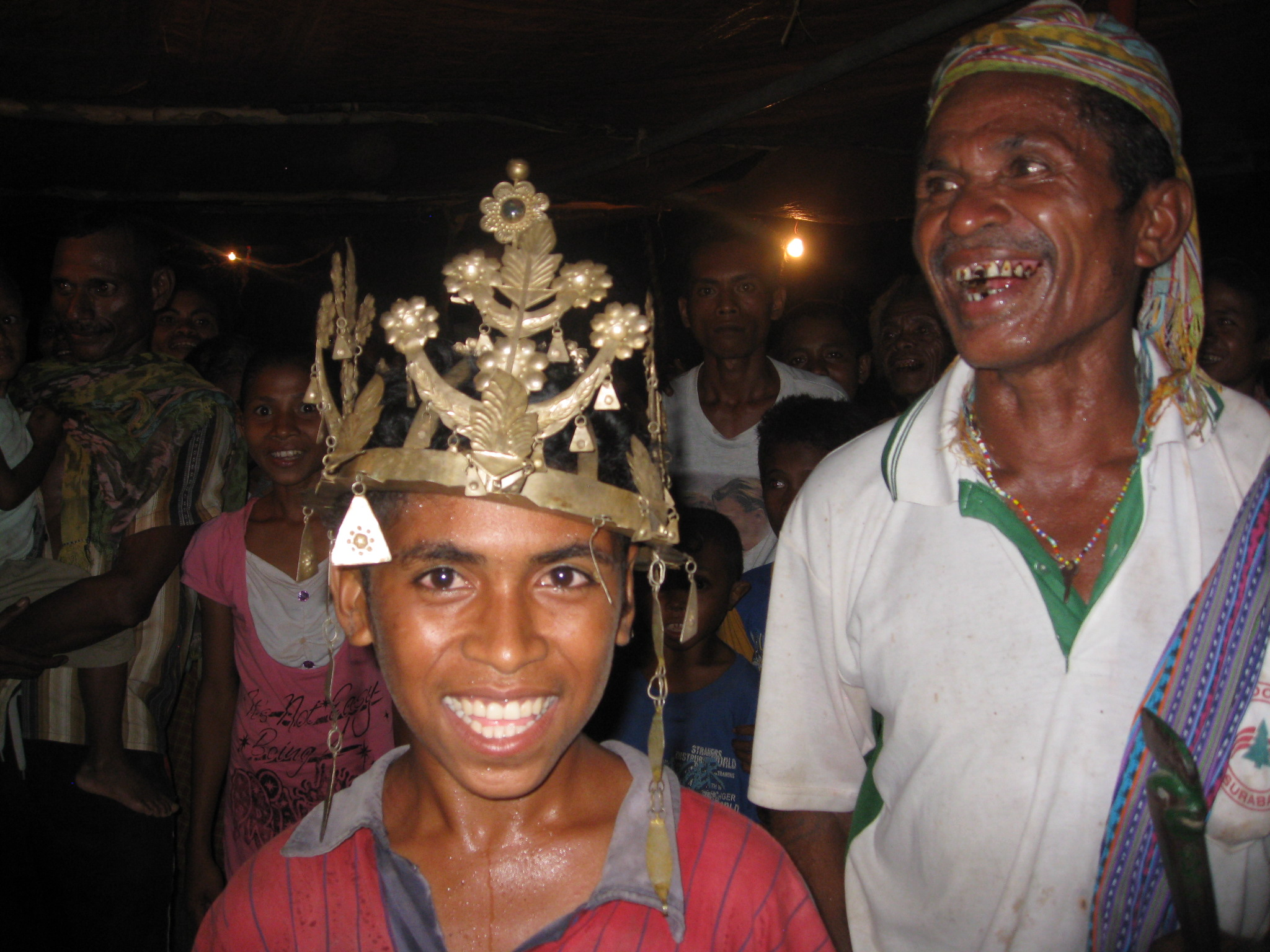
Rapaz usando um Kaibauk em Oe-Cusse Ambeno

## História
Os chifres de búfalo são um símbolo amplamente utilizado nas culturas de Timor-Leste, tanto no Kaibauk como nos telhados das casas sagradas tradicionais (lulik em Tétum). Eles representam força, segurança e proteção. O Kaibauk é tradicionalmente feito de prata e tem o formato de chifres de búfalo. Às vezes, eles são conectados a outros chifres acima por uma haste. Eles são símbolos masculinos associados ao sol, calor, atividade, segurança e poder político. A contraparte feminina do Kaibauk é o Belak, um disco de bronze redondo que é carregado no peito simbolizando a lua. O Kaibauk e o Belak juntos simbolizam harmonia e equilíbrio, complementando-se um ao outro.
O Kaibauk tem suas raízes nas religiões tradicionais animistas de Timor, porém ainda podem ser encontrados nas sepulturas de membros das famílias aristocráticas timorenses, embora a maioria dos timorenses seja agora católica.

## Uso
O Kaibauk está muito presente na cultura timorense, sendo usado no anverso das moedas de Timor-Leste e na heráldica timorense. Pode ser encontrada nos brasões e bandeiras dos antigos movimentos de resistência FALINTIL e CNRT ou nas bandeiras de vários partidos políticos timorenses, como o KOTA, PDRT, PPT, UDT e UNDERTIM.

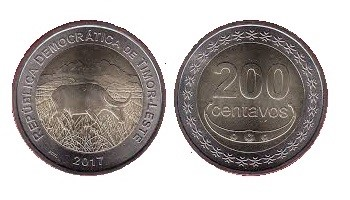
Moeda de 50 centavos de Timor-Leste. O Kaibauk pode ser encontrado em todas as moedas.
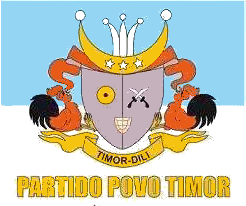
Logo do PPT
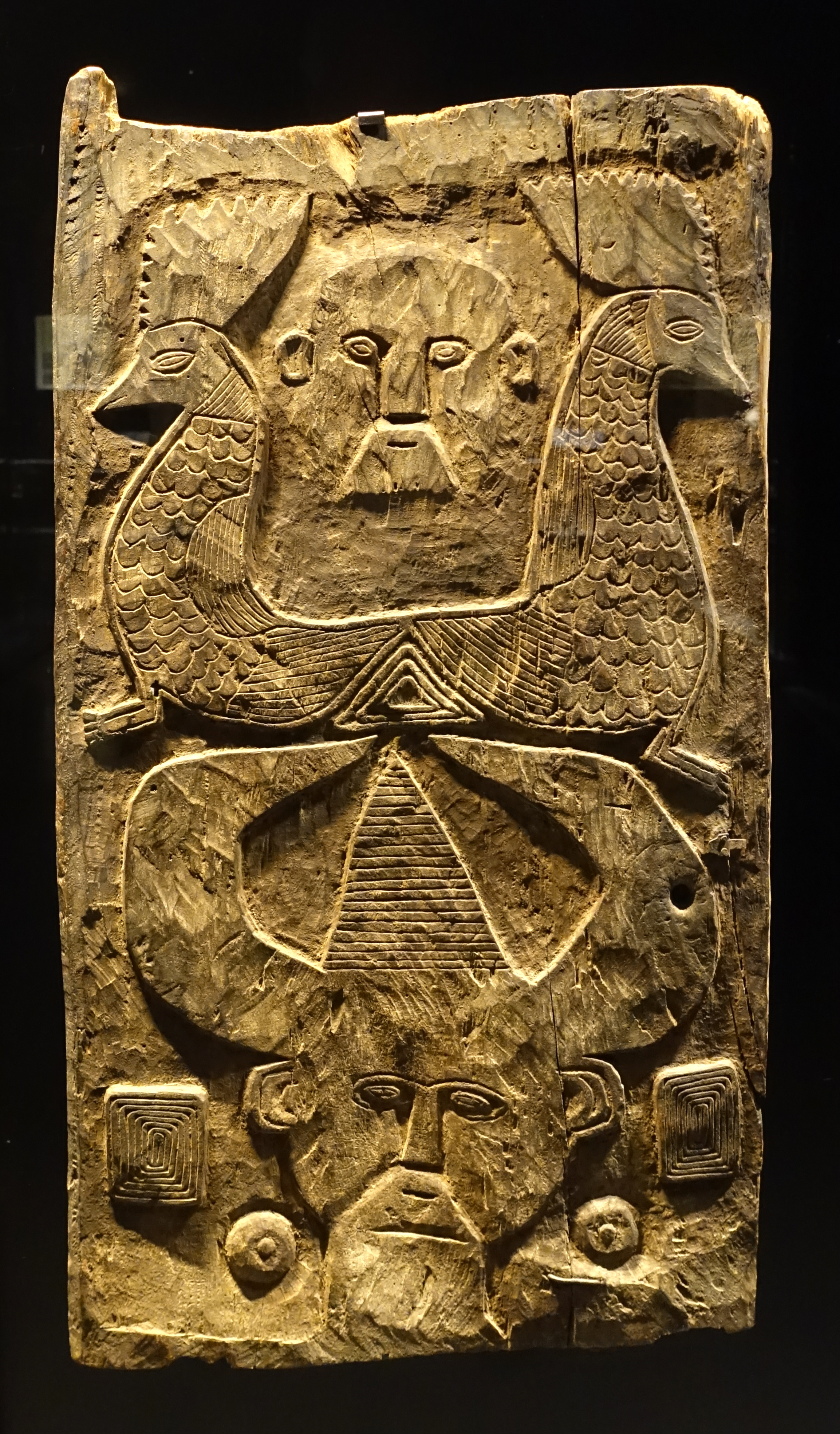
Porta com um Kaibauk esculpido.
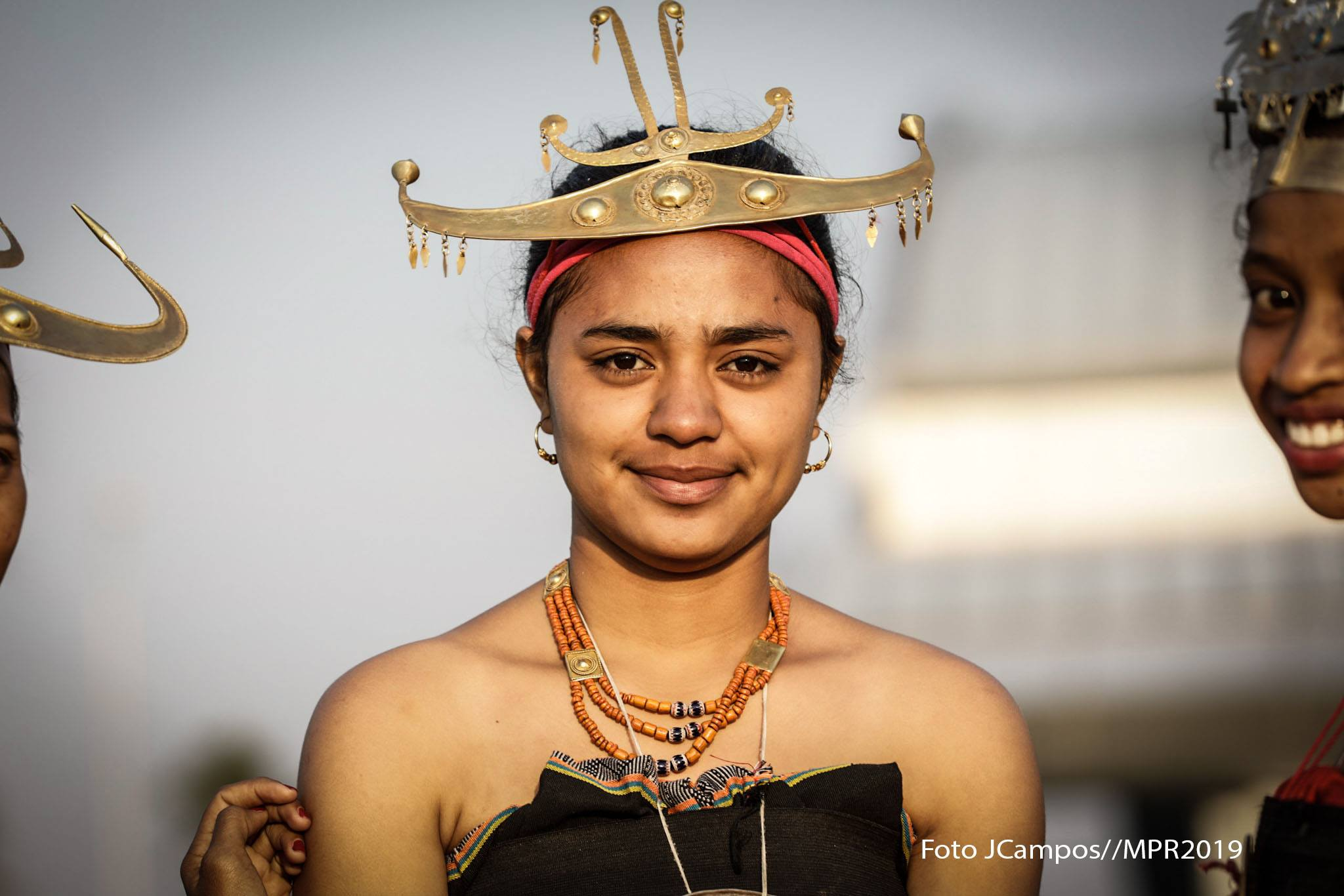
Kaibauk em Suai, Cova Lima
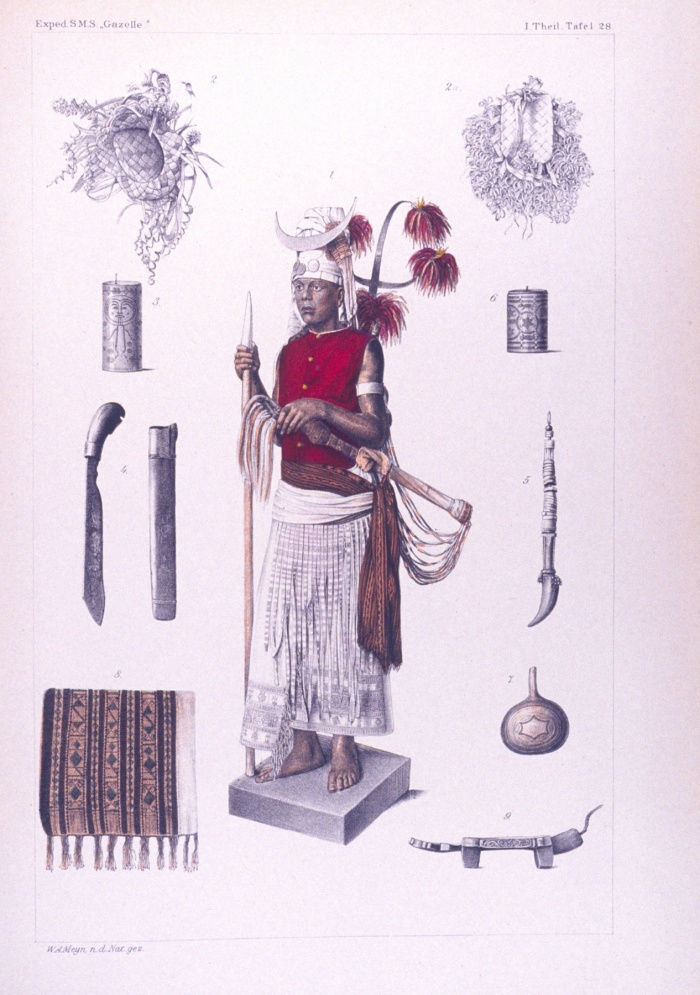
Guerreiro timorense em 1875 em uma antiga gravura da expedição SMS Gazelle
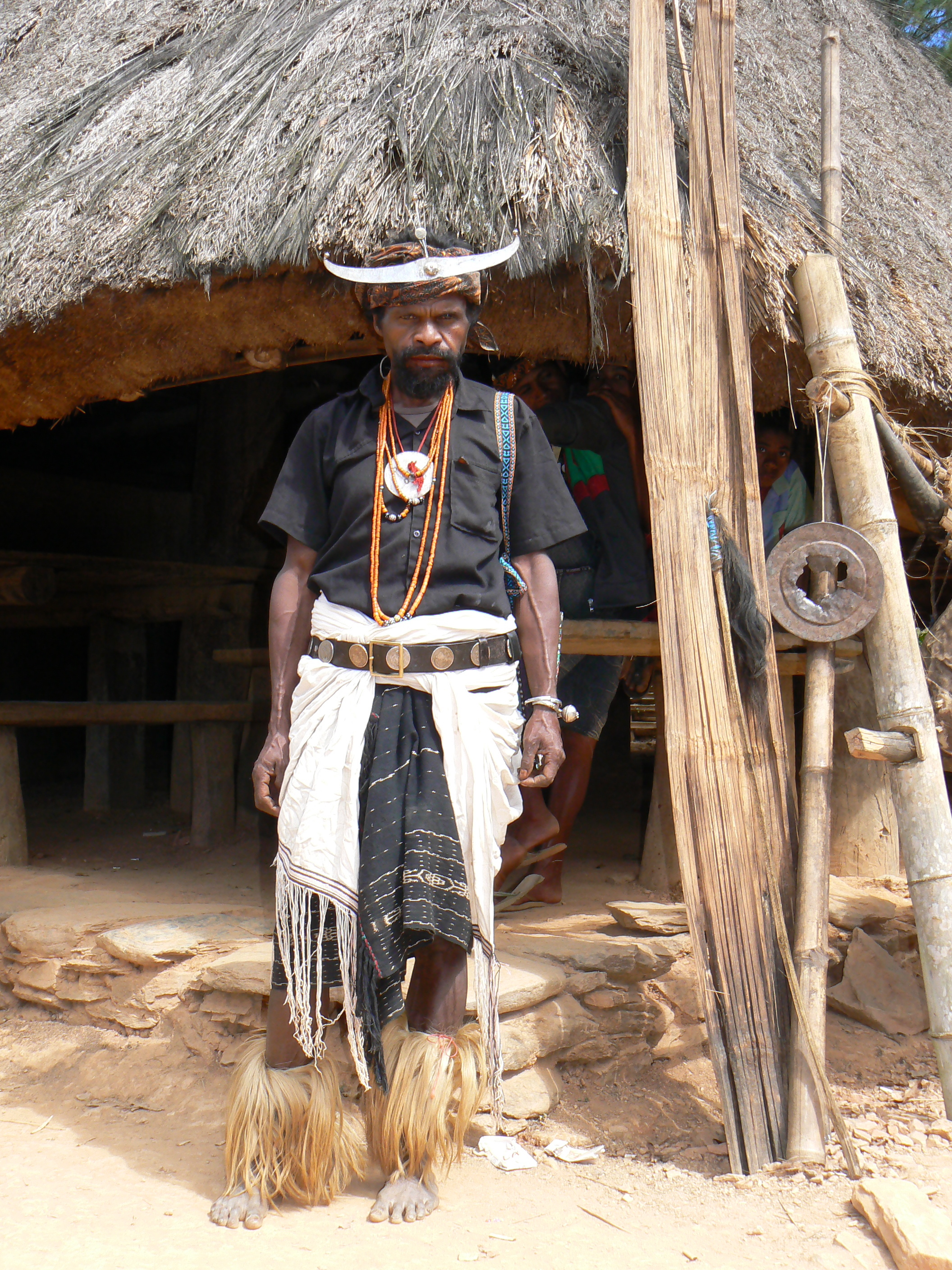